# ジェイク・マクニース
ジェームズ・エルバート・"ジェイク"・マクニース（James Elbert "Jake" McNiece, 1919年5月24日 - 2013年1月21日）は、アメリカ合衆国の軍人。アメリカ陸軍の空挺隊員で、フィルシー・サーティーン（汚れた13人）として知られる爆破工作班に所属した。同部隊は後に小説『12人の囚人兵』および映画『特攻大作戦』（いずれも原題はThe Dirty Dozen）のモデルとなった。

## 入隊まで
1919年、オクラホマ州メイズビルにて生を受ける。彼は父イーライ・ヒュー（Eli Hugh）と母レベッカ（Rebecca）がもうけた10人兄弟の第9子で、チョクトー族の血を引いていた。1931年、一家はポンカシティに移る。1939年、ジェイクはポンカシティ・ハイスクールを卒業し、道路工事作業員を経てパインブラフ造兵廠に就職する。彼はここで爆発物取り扱いの経験を積んだ。
1941年12月、真珠湾攻撃を受けてアメリカが第二次世界大戦に参戦した。当時、マクニースは陸軍省付消防隊に勤務していたため、兵役は免除されていたが、1942年が始まる頃には入隊の必要性を感じ始めていた。ある時、マクニースは両親を訪ねるためポンカシティに戻り、夜になると街に出て酒を飲んでいた。そして喧嘩を起こした末に相手を半殺しにしてしまい、地元警察に追われる身となる。オクラホマ・シティまで逃亡したマクニースは、軍隊に入れば警察は追ってこれないだろうと考え、志願を決意したのである。

## 軍歴
1942年9月1日、陸軍入隊を果たす。配属先は後にフィルシー・サーティーン（汚れた13人）として知られることとなる第506落下傘歩兵連隊の連隊本部中隊付第1爆破工作班（1st Demolition Section of the Regimental Headquarters Company）だった。当初、爆破工作班はチャールズ・メレン中尉（Charles Mellen）が指揮を執っていたが、彼はノルマンディー侵攻作戦中の1944年6月6日に戦死した。その後、当時軍曹だったマクニースが班の指揮を引き継いだ。
当時、マクニースは戦前の経験から爆発物の取り扱いに長けていたことから同班で班付き軍曹（section sergeant）を務めていた。彼は訓練中しばしば意図的に命令を無視したり無礼な振る舞いを働くこともあったが、その能力の高さから降格は見送られていた。直属の先任曹長や各中隊長らもマクニースが戦闘時に役立つ人材だと考えていた。彼のこうした特異な扱いについては、書籍『The Filthy Thirteen』、『Fighting With the Filthy Thirteen』、『War Paint: The Filthy Thirteen Jump into Normandy and Beyond』などで彼の言葉として触れられている。
マクニースは合計4回の降下作戦に参加した。1944年のノルマンディー侵攻における空挺作戦が最初の降下で、同年にはマーケット・ガーデン作戦の一環としてオランダに降下した。バストーニュの戦いにも参加した。また、オランダでの作戦中には小隊付軍曹（platoon sergeant）に任命されている。その後、彼は戦争の残りの期間をイングランドで過ごせるだろうと考えパスファインダー訓練に志願したが、彼の配属されたパスファインダー班は物資投下の誘導のためにバストーニュへと投入されることとなった。1945年、プリュム付近で行われた作戦がマクニースの最後の降下だった。終戦時には本部中隊付の先任曹長代理（Acting First Sergeant）を務めていた。1946年2月、陸軍を除隊した。

## 戦後
1949年、ポンカシティに戻り、その後は郵便局員として28年間務めた。1952年には最初の妻ロシータ（Rosita）が死去する。翌年マーサ・ビーム・ワンダーズ（Martha Beam Wonders）と再婚。彼女との間には息子2人と娘1人をもうけた。婚姻関係はマクニースが死去するまで続いた。

## 晩年
1997年、ポンカシティ出身の歴史家リチャード・E・キルブレーンがマクニースの口述記録を行い、これを元にした書籍『The Filthy Thirteen』をCasemate Publishersから2003年に出版した。この書籍により、マクニースの名は広く知られることとなり、アメリカのほかヨーロッパ各地でも講演などを行った。2012年、レジオンドヌール勲章シュヴァリエ級を受章。2013年1月21日、93歳で死去した。

## その他の栄誉
マクニースはオクラホマ州軍人殿堂（Oklahoma Military Hall of Fame）に名を連ねているほか、第95歩兵師団から名誉大佐の称号を贈られている。また、テネシー州レバノンにあるカンバーランド大学からは、1943年に同地で行われた軍事演習に参加していたことを讃え、軍事学の名誉修士号が贈られた。2010年にはマクニースのアクションフィギュアが発売された。